# 沪杭甬铁路
- 關於上海、杭州和宁波间的高速铁路客运专线，請見「沪杭甬客运专线」。
- 關於现在上海至杭州间的普速铁路，請見「沪昆铁路」。
- 關於现在杭州至宁波间的普速铁路，請見「萧甬铁路」。

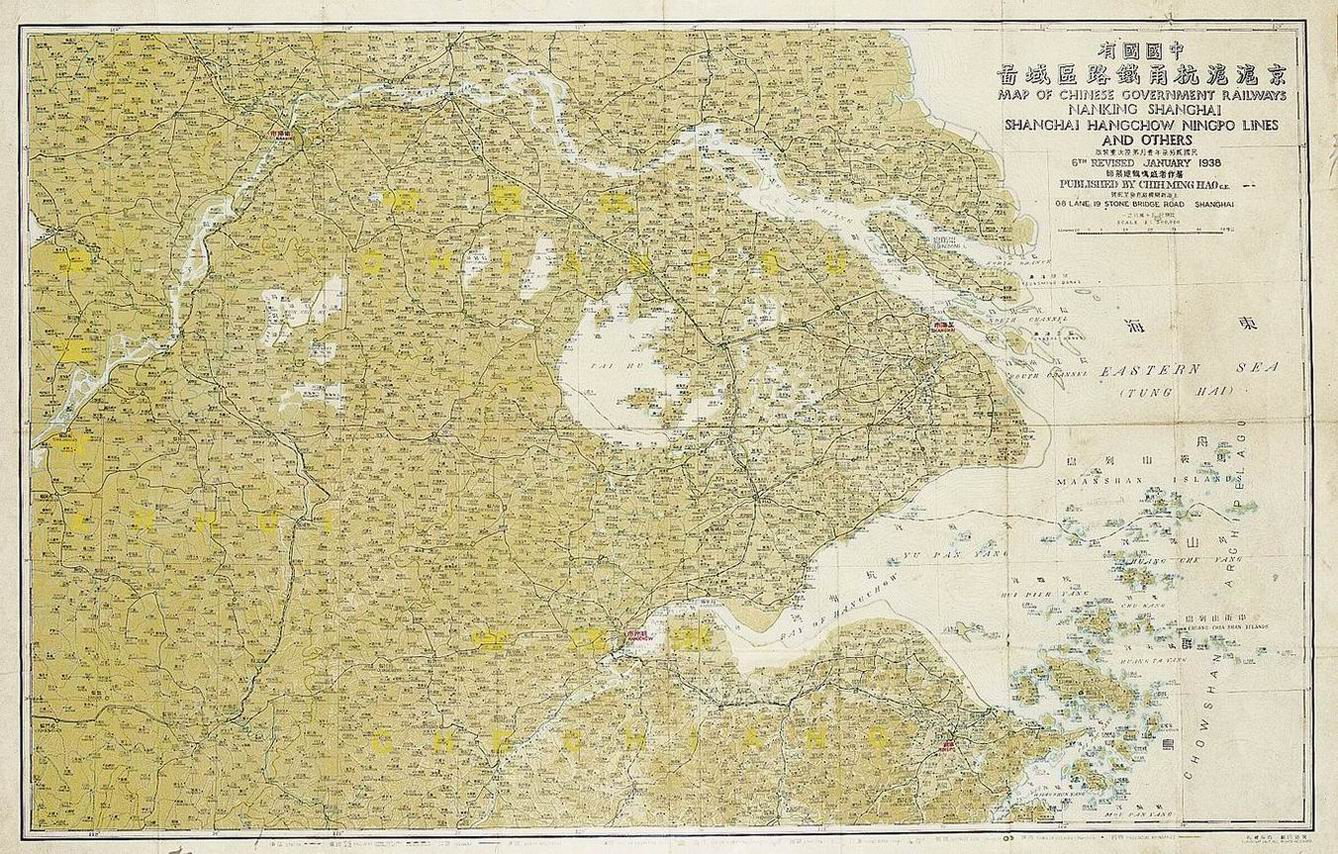
1938年出版的京沪、沪杭甬铁路地图

沪杭甬铁路是清朝末年计划建设的一条铁路线，原名苏杭甬铁路，起点改为上海后，更名为沪杭甬铁路。线路始于上海，经嘉兴至杭州，并延长至绍兴和宁波，其路线大致相当于现在的沪昆铁路上海南站至萧山西站段（原沪杭铁路和浙赣铁路的一部分）和萧甬铁路杭州南站至庄桥站。其中，沪杭段于1906年正式开工，并于1909年6月通车。杭甬段于1910年开工，但在1959年前从未完工，抗日战争时期更遭到拆除。

## 历史

### 筹建

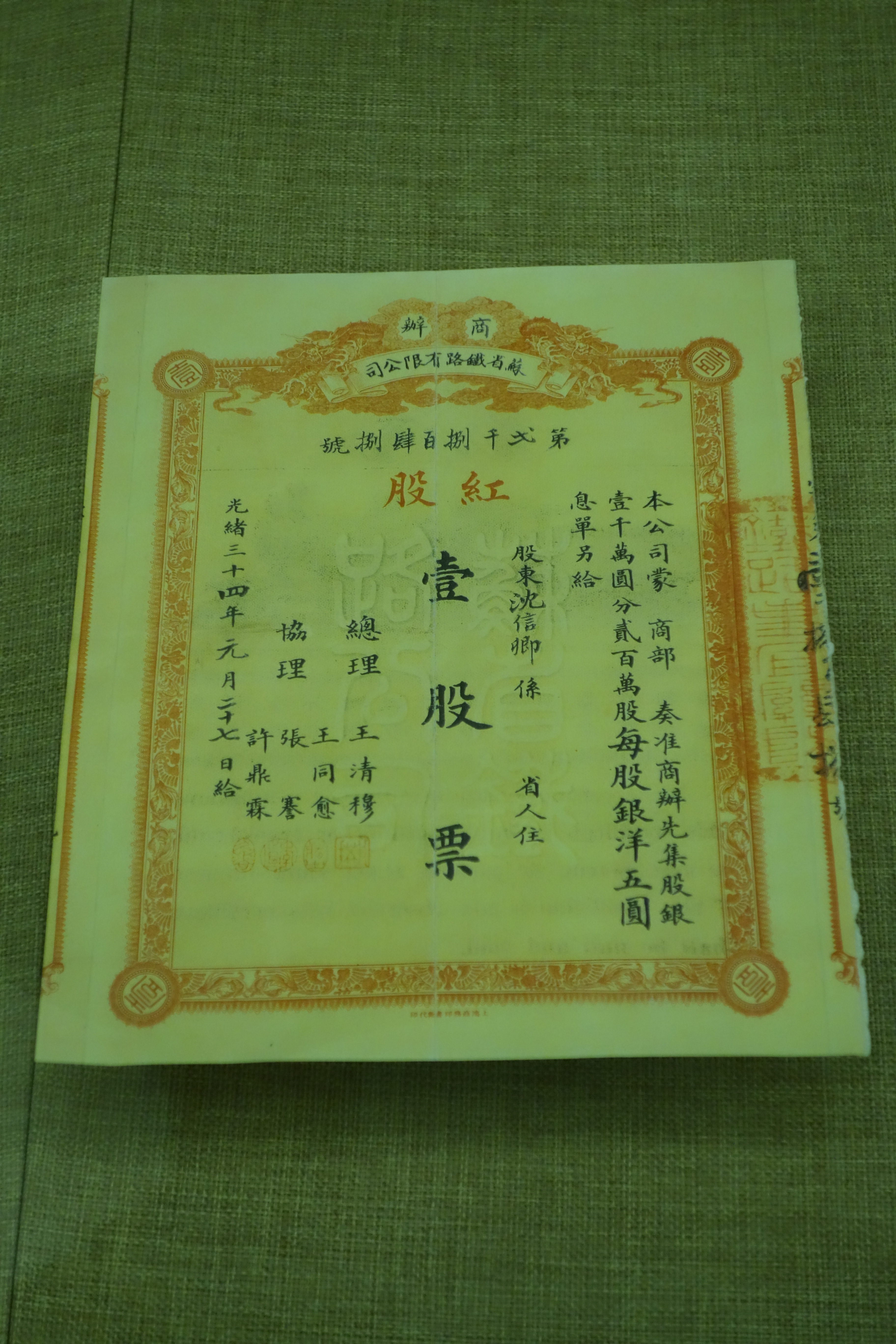
苏省铁路公司股票，藏于中国铁道博物馆正阳门馆

沪杭甬铁路的历史始于19世纪末。中日甲午战争之后，英、法、俄等国争夺在华铁路修建权利。曾一度落后于法俄的英国在争夺卢汉铁路路权失利后，转而着手实施“长江流域铁路系统”计划。光绪二十四年九月初一日（公历1898年10月15日），时任清政府铁路督办大臣盛宣怀与英商怡和洋行在上海签订《苏杭甬铁路草约》，拟将从苏州至杭州并延长至宁波的铁路路权交与英国。但到了1905年，《铁路简明章程》鼓励华商兴办铁路。同时，全国兴起“收回利权运动”。在这种情形下，江浙两省绅商提出自办铁路并成立浙路公司和苏路公司并获得商部奏准自办铁路。在英商的反对下，清政府拟向英商借款并转借浙路公司修建铁路，遭到民间强烈抵制，史称“沪杭甬铁路风潮”。江浙商人成立“国民拒款会”抵制清政府对外借款，同时民间纷纷出资认股，在两月内筹集资金三千六百余万元。1908年2月4日，中英《沪杭甬铁路借款合同》及苏路和浙路公司与邮传部间的《存款章程》签订，铁路借款由邮传部向英方租借，再由邮传部租借给两路公司，且未将路权作为借款抵押而改用关内外铁路余利作保，但清政府的这一让步仍未被苏路和浙路公司接受。1911年，两路公司宣布废除原有存款章程，辞退英方工程师，铁路最终完全自办。1914年，沪杭甬铁路全线收归国有，由中华民国交通部沪杭甬铁路管理局管理。

### 沪杭段
沪杭甬铁路上海至杭州段大部分与现有的沪杭铁路重合。铁路最早修建的部分为杭州湖墅途径艮山门、城站、南星桥至钱塘闸口的路段，称为江墅铁路，于1906年开工建设，1907年竣工通车，是浙江省最早的铁路。随后，从上海南至杭州的线路开工。其中，由浙路公司负责的杭州至枫泾段于1906年9月开工，1909年4月通车。苏路公司负责的上海至枫泾段于1907年2月开工，1909年3月通车。1909年6月，两线接轨，沪杭铁路全线建成。1915年3月，沪杭铁路接轨沪宁铁路线路开工，1916年12月建成通车，沪杭铁路终点改为上海北站。

### 杭甬段
沪杭甬铁路杭州至宁波段大部分与现有的萧甬铁路重合。杭甬段施工始于1910年6月，1914年建成宁波至曹娥江东岸的铁路，跨曹娥江大桥桥墩也已建设完成。但适逢第一次世界大战，建设曹娥江大桥的德国公司无法继续完成施工，铁路建设中断。1937年八一三事件发生后，浙江省政府和铁道部全力赶拼工程进度，使钱塘江大桥在9月26日通车。1936年10月，沪杭甬铁路萧绍段续建，并于1937年11月通车，经钱塘江大桥与沪杭铁路贯通。但曹娥江大桥仍未修建，过江需要依靠渡船接驳。
大桥通车后便担负起铁路和公路的运输任务，使物资得以快速经由浙赣线运往后方，京沪、沪杭甬、苏嘉铁路的机车车辆和器材也得以转运到浙赣、粤汉、湘桂等线继续使用，居民也得以疏散。此时已进入抗日战争时期，为阻断日军进军路线，通车一个月的沪杭甬铁路萧绍段与曹甬段一起遭到拆除，直至中华人民共和国成立，更名为萧甬铁路的沪杭甬铁路杭甬段方才得到重建。